# Ставчук Ірина Іванівна
Іри́на Іванівна Ставчук (н. 1981, Київ) — експертка з кліматичної політики, екологічна активістка, громадська діячка, колишня заступниця Міністра захисту довкілля та природних ресурсів України.

## Життєпис

### Освіта
Закінчила теплоенергетичний факультет Київського політехнічного Інституту, де навчалася за спеціальністю «Комп'ютерний еколого-економічний моніторинг» і здобула кваліфікацію інженера з програмного забезпечення комп'ютерів.
Другу вищу освіту отримала у Міжнародному інституті промислової та екологічної економіки (Лунд, Швеція) за спеціальністю «Екологічний менеджмент та політика».

### Трудова діяльність
2004 року почала працювати менеджером з реклами у пп «Ікстенд» у Києві.
З грудня 2005 по серпень 2017 року працювала у громадській організації «Національний екологічний центр України» (НЕЦУ) на посаді координатора проєкту зі зміни клімату та очолювала кліматичний відділ.
З жовтня 2017 року працювала на посаді виконавчого директора громадської організації «Центр екологічних ініціатив “Екодія”».
З 29 вересня 2019 року по 2022 рік працювала Заступником Міністра енергетики та захисту Довкілля України.
З 10 червня 2020 року була тимчасовим в. о. Міністра захисту довкілля та природних ресурсів України до призначення на посаду Міністра Романа Абрамовського.
З 2022 р. — менеджерка Української програми в Європейській кліматичній фундації. Розробляє екологічні та кліматично стійкі рішення для післявоєнного відновлення України.

### Громадська діяльність
Очолювала Робочу Групу неурядових організацій зі зміни клімату в Україні. Готувала коментарі та рекомендації щодо впровадження кліматичної політики в Україні. Займалася висвітленням у ЗМІ стану реалізації Рамкової конвенції ООН про зміну клімату, Кіотського протоколу та Паризької угоди. Брала участь в міжнародних переговорах ООН з питань зміни клімату.
Координувала громадські кампанії щодо запровадження в Україні політики скорочення викидів парникових газів. Активно лобіює посилення заходів з енергозбереження та перехід України на 100 % відновних джерел енергії.
Заснувала та очолювала з 2011 по 2013 рік Асоціацію велосипедистів Києва. Має досвід громадської діяльності понад 15 років.
Була координаторкою мережі кліматичних організацій CAN EECCA у регіоні Східна Європа, Кавказ та Центральна Азія.
У 2023 році потрапила до списку 100 жінок за версією BBC..